# Wechselwirkender Doppelstern
Wechselwirkende Doppelsternsysteme sind Doppelsterne, die eine signifikante Wechselwirkung zwischen ihren Komponenten zeigen, die über die Beeinflussung durch die gegenseitigen Gravitationskräfte hinausgeht. Die Beeinflussung kann durch Massenaustausch zwischen den Sternen, durch die Einwirkung von elektromagnetischer oder Partikel-Strahlung bzw. durch Gezeitenkräfte stattfinden. Durch die Wechselwirkung zwischen den Sternen können die Sterne Entwicklungswege einschlagen, die sie als Einzelsterne nicht durchlaufen können. Wechselwirkende Doppelsterne werden etwas unpräzise auch als enge Doppelsterne bezeichnet.

## Wechselwirkung durch Massenaustausch

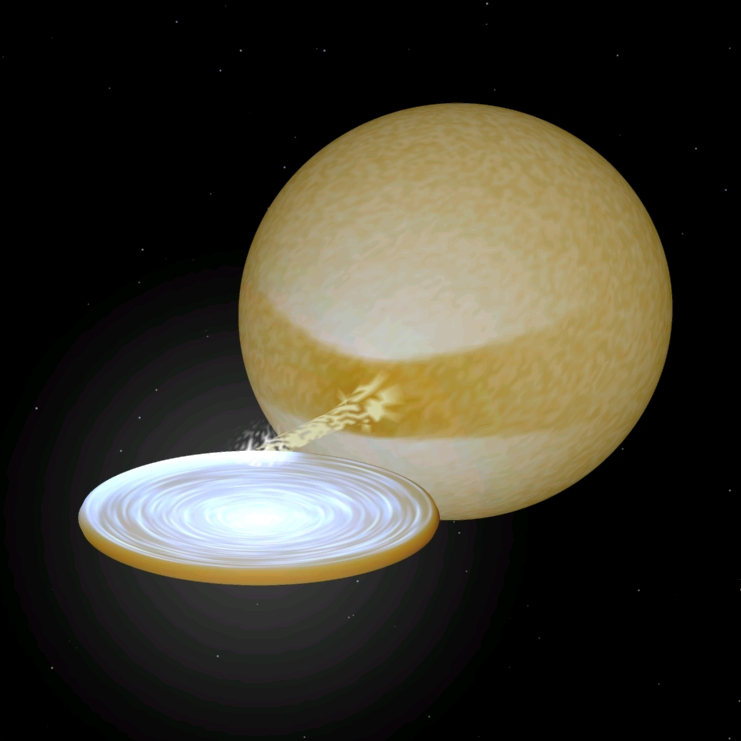
Künstlerische Darstellung eines Röntgendoppelsterns geringer Masse (LMXB)

Massentransfer zwischen den Komponenten eines Doppelsterns kann durch Sternwind oder durch ein Überschreiten der Roche-Grenze erfolgen. Bei einer Windakkretion strömt ein Wind von einem massereichen Stern und wird von dem Gravitationsfeld des Begleiters auf diesen gelenkt. Aus Gründen der Drehimpulserhaltung bildet sich um den masseempfangenden Stern eine Akkretionsscheibe, aus der die Materie auf den Stern fällt. Die Akkretionsraten sind meist zu gering, um die Entwicklungswege der Sterne zu beeinflussen, aber viele Eruptionen von veränderlichen Sternen werden durch die Windakkretion verursacht. Bei den Kollisionen von Sternwinden in engen Doppelsternen können Partikel auf extrem hohe Energien beschleunigt und als Gammastrahlendoppelsterne beobachtet werden.
Bei einem Überschreiten der Roche-Grenze hat einer der Sterne in dem Doppelstern eine Ausdehnung erreicht, bei der Teile seiner Atmosphäre nicht mehr gravitativ an den Stern gebunden sind. Diese können das Doppelsternsystem verlassen oder meist über eine Akkretionsscheibe auf den Begleiter übergehen. Die Massentransfers führen zu einer Änderung der Bahnachse, Veränderung der Masse der Komponenten und geänderten Rotationsdauern der Komponenten. Durch die Übertragung von Materie kann sich die chemische Signatur in den Atmosphären der Sterne ändern wie bei den Bariumsternen oder die Sterne können Entwicklungswege einschlagen, die sie als Einzelsterne in einer ungestörten Entwicklung nicht hätten erreichen können. Als Beispiel gelten die blauen Unterzwerge, Blaue Nachzügler und ein Teil der thermonuklearen Supernovae vom Typ Ia.
Zu den wechselwirkenden Doppelsternsystemen mit aktiven Massentransfer zwischen den Komponenten gehören:
- Algolsterne
- Beta-Lyrae-Sterne
- Doppelperiodische Veränderliche
- Kataklysmische Veränderliche
- Röntgendoppelsterne
- Symbiotische Sterne
- Colliding-Wind Binary

## Wechselwirkung durch Gezeitenkräfte

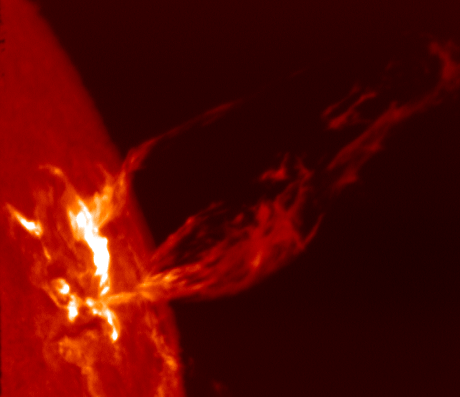
Koronaler Masseauswurf auf der Sonne

Die Gezeitenkräfte verformen die Sterne und beeinflussen die Lichtkurve des Doppelsternsystems, die Anzeichen für einen ellipsoiden Lichtwechsel zeigt. Daneben führen die Gezeitenkräfte auch zu einer Synchronisation der Rotationsdauer der Sterne mit der Bahnumlaufdauer des Doppelsternsystems. Ältere Sterne in engen Doppelsternsystemen rotieren daher erheblich schneller als Einzelsterne mit entsprechenden Alter und da die Rotation die Ursache für magnetische Aktivität in der Chromosphäre diese Sterne ist zeigen diese Sterne in wechselwirkenden Doppelsternsystemen ausgeprägte Anzeichen von chromosphärischer Aktivität in Form von Sternflecken, koronalen Massenauswürfen, Flares und Radiobursts.
Viele Arten von veränderlichen Sternen mit magnetischer Aktivität treten daher bevorzugt in wechselwirkenden Doppelsternen auf wie die UV-Ceti-Sterne, die BY-Draconis-Sterne und die RS-Canum-Venaticorum-Sterne.
Die gebundene Rotation in engen Doppelsternsystemen beeinflusst auch die Durchmischung im Inneren der Sterne und damit die Zusammensetzung der im Kern für thermonukleare Reaktionen zur Verfügung stehende Materie. Dies führt zu einer veränderten Entwicklungsweg der Sterne unabhängig von einem Massentransfer zwischen den Komponenten.

## Wechselwirkung durch Strahlung

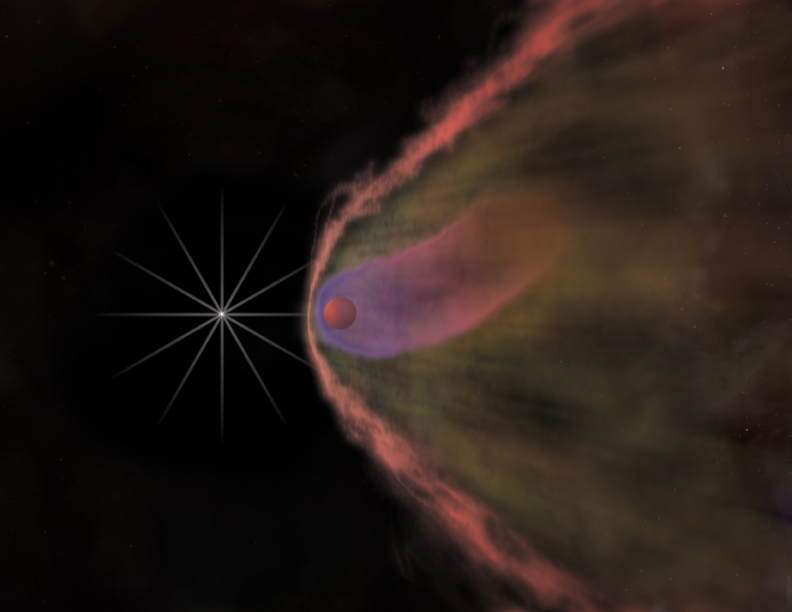
Schematische Darstellung des Eclipsing Binary Millisecond Pulsar PSR B1957+20. Die Strahlung des Millisekundenpulsars verdampft die Oberfläche des Begleitsterns, von dem ein Sternwind das Doppelsternsystem verlässt.

Durch das Aufheizen der dem Begleiter zugewandten Seite kann in extremen Fällen sogar der Begleiter verdampft werden. Dies ist bei den Schwarzen Witwen der Fall, wo Partikel- und elektromagnetische Strahlung den Begleiter innerhalb von einigen Millionen Jahren komplett auflösen. Die Wechselwirkung durch Strahlung hat ansonsten in Doppelsternen nur Einfluss auf die Lichtkurve, die einen Beleuchtungseffekt zeigen, da die Tagseite heller ist durch die zusätzliche Energie, die der Stern von seinem Begleiter erhält. Der Stern reagiert darauf mit einer Expansion seines Radius, wodurch er wiederum sein Roche-Grenzvolumen überschreiten kann.

## Wechselwirkung in einer gemeinsamen Hülle
Alle Varianten der Wechselwirkung kommen bei Doppelsternen mit einer gemeinsamen Hülle zum Tragen. Dazu gehören die W-Ursae-Majoris-Sterne, deren Komponenten unter einer gemeinsamen Hülle mit einer einheitlichen Temperatur verborgen sind. Die gemeinsame Temperatur setzt einen noch nicht verstandenen Energietransport in der Atmosphäre des Doppelsternsystems voraus. Eine Common Envelope liegt vor, wenn ein Stern in die Atmosphäre seines Begleiters eindringt. Abhängig von dem Massenverhältnis und dem Entwicklungsstatus der Sterne kann dies zu unterschiedlichen Endergebnissen führen. Kommt es zu einer Verschmelzung der beiden Sterne so ist das Ergebnis eine Leuchtkräftige Rote Nova. Sollte ein Neutronenstern mit einem Stern verschmelzen, so ist das hypothetische Resultat ein Thorne-Żytkow-Objekt.